# Província de Pesaro i Urbino
La província de Pesaro i Urbino és una província que forma part de la regió de les Marques dins d'Itàlia. Les seves capitals són Pesaro i Urbino.
Mirant cap a l'est al mar Adriàtic, limita al nord amb l'Emília-Romanya (província de Rimini) i amb la República de San Marino, al sud-est amb la província d'Ancona, al sud-oest amb l'Umbria (província de Perusa), i a l'oest amb la Toscana (província d'Arezzo).
Té una àrea de 2.567,78 km², i una població total de 361.053 hab. (2016). Hi ha 59 municipis a la província.